# Tiếng Kavalan
Tiếng Kavalan (Kebalan/kbalan) là một ngôn ngữ trước đây được nói ở vùng duyên hải đông bắc đảo Đài Loan. Đây là ngôn ngữ của người Kalavan (噶瑪蘭, Cát Mã Lan). Đây là một ngôn ngữ Formosa trong ngữ hệ Nam Đảo.
Tiếng Kavalan không còn được nói ở địa phương trên nữa. Đến năm 1987, nó vẫn còn được nói trong vùng người Atayal. Năm 2000, ngôn ngữ được ghi nhận là có 24 người nói, nằm trong diện ngôn ngữ sắp biến mất. Vào năm 1930, tiếng Kavalan đã chỉ còn là ngôn ngữ tại nhà.
Năm 2017, một nghiên cứu chỉ ra rằng tiếng Kavalan có khối từ vựng vào loại khác biệt nhất trong ngữ hệ Nam Đảo.

## Phân bố
Tiếng Kavalan có các cộng đồng người nói sau, theo chiều bắc-nam (Li 2006:1):
- Kariawan (Gia Lễ Uyển 加禮宛) - gần Hoa Liên, trước là vùng nói tiếng Sakizaya
- Patʀungan (Tân Xã 新社) - ở hương Phong Tân (豐濱鄉), Hoa Liên
- Kulis (Lập Đức 立德)
- Kralut (Chương Nguyên 樟原)

Những khu dân cư miền đông Đài Loan này được lấy tên theo những điển dân cư cũ ở miền Bắc, nơi người Kalavan xuất thân. Vây quanh cộng đồng người Kavalan là người nói tiếng Amis.
Ngày nay, nhiều người Kavalan nói tiếng Amis, tiếng Phúc Kiến Đài Loan, Quan thoại hoặc tiếng Nhật (Li 2006:1).

## Âm vị học
Có 15 phụ âm, 4 nguyên âm trong tiếng Kavalan.
|          |           | Đôi môi | Răng | Răng | Vòm | Ngạc mềm | Lưỡi gà |
| -------- | --------- | ------- | ---- | ---- | --- | -------- | ------- |
| Tắc      | vô thanh  | p       | t    |      |     | k        | q       |
| Tắc      | hữu thanh | b       |      |      |     |          |         |
| Xát      | vô thanh  |         | s    |      |     |          |         |
| Xát      | hữu thanh |         | z    | ɮ    |     |          | ʁ       |
| Mũi      | Mũi       | m       | n    |      |     | ŋ        |         |
| Tiếp cận | Tiếp cận  |         |      | l    | j   | w        |         |
| Rung     | Rung      |         |      | r    |     |          |         |

|      | Trước | Giữa | Sau |
| ---- | ----- | ---- | --- |
| Đóng | i     |      | u   |
| Vừa  |       | ə    |     |
| Mở   | a     |      |     |

Trong tiếng Kavalan, các âm vị sau trong ngôn ngữ Nam Đảo nguyên thủy đã hợp nhất:
- *n, *N, *j, *ɲ > n
- *t, *T, *c > t
- *d, *D, *Z > z
- *s, *S > s
- *q, *ʔ, *H: biến mất

Các âm vị ngôn ngữ Nam Đảo nguyên thủy sau được tách ra:
- *k > q và k
- *l > r và ʁ (viết là R)
- *a > i (khi ở gần với q) và a

Tiếng Kavalan nổi bật do có nhiều cụm phụ âm. Đây còn là một trong hai ngôn ngữ Nam Đảo ở Đài Loan có phụ âm gấp đôi, ngôn ngữ còn lại là tiếng Basay (Blust 2009:642). Phụ âm gấp đôi cũng hiện diễn trong nhiều ngôn ngữ Bắc Philippine và trong một ngôn ngữ Trung Philippine là tiếng Bikol Rinconada (Blust 2009:220).